# Anton Codelli (1801)
Anton baron Codelli pl. Fahnenfeld, kranjski plemič, politik in zemljiški gospod, * 1801, † 8. maj 1883. V literaturi se omenja kot Anton II.

## Življenje in delo
Anton Codelli je bil član ljubljanske veje plemiške rodbine Codellijev, kjer je bil rojen kot sin Antona I. in Elizabete Nicoletti. Poročen je bil s Antonijo Schmidburg. 
Na volitvah 28.3.1861 je bil kot predstavnik veleposestnikov izvoljen v prvi kranjski deželni zbor. Od 3.4.1861 do 14.11.1866 je bil kranjski deželni glavar. 
Anton Codelli je po očetu podedoval gospostvi Turn ob Ljubljanici (Kodeljevo) in Besnica (pri Sostrem), kratek čas pa je bil lastnik gospostva Kacenberg pri Kamniku. 
1. ↑  Freiherr Anton Codelli von Codellisberg, Sterngreif und Fahnenfeld — 2018.
2. 1 2  Smole, Majda (1982). Graščine na nekdanjem Kranjskem. Državna založba Slovenije. COBISS 13303041.